# كونيات رائيلية
الكونيات الرائيلية هي مجموعة أفكار تتعلق بتكوين الكون حسب ما تعلمه رائيل من ألوهيم، الكائنات الفضائية الذين التقاهم. بالنسبة لهم، «كل شيء هو داخل كل شيء».

## الكون
فالكواكب هي داخل الذرات والذرات في الكائنات الحية وفي داخلها حياة أيضا بشكل لانهائي. فالكون كله داخل الذرة والتي بدورها هي بداخل الكون. وبسبب الاختلاف في الكتلة، فإن النشاطات الحية داخل الذرة تحتاج الأف السنين لتخطوا خطوة واحدة. يؤمن الرائيليون بلا نهائية الكون من ناحية المكان والزمان، وبالتالي، لا يوجد مركز له.

## خلق الحياة
يعتقد الرائيلين أنه يمكن للبشرية بخلق الحياة من لا شيء عندما يحققون السلام العام وينهون الحروب. ويمكن لهم السفر بين النجوم وخلق حياة على كواكب أخرى. والتقدم في علوم تحويل الأراضي والعلوم العضوية والإستنساخ، سيسمح بتشكيل الكواكب وإنشاء القارات والمحيطات. والتقدم في مجال الهندسة المجتمعية سيسمح بإنشاء مجتمعات مستديمة.